# Commissaire des ponts et chaussées
Le métier de commissaire des ponts et chaussées fut créé en 1669 par Colbert, préfigurant le corps des ingénieurs des ponts et chaussées qui sera fondé en 1716, pour assurer la création d'un véritable réseau routier national en France. 
Colbert utilise alors le système féodal de la corvée, qu'il déplore car, selon lui, le travail obligatoire est mal fait, et prive par ailleurs les champs du travail des paysans : « Il faut pour ces ouvrages et tous les autres de toute nature, les faire si solides qu'ils puissent durer éternellement », écrit-il à Charmois.
Richelieu avait supprimé en 1626 le système des intendants, créé par Sully, pour s'occuper de la surveillance des voies de transport. Sous Colbert, les chaussées ne sont pas des routes, mais de courts tronçons de route reliant les ponts aux routes. Colbert fit construire nombre de ponts ainsi que des digues pour parer aux crues de la Loire et de nombreuses jetées pour les ports. Pendant la période où il a réellement le pouvoir, il multiplie par trente le budget des ponts et chaussées, qui passe de 22 000 livres en 1662 à 623 000 livres en 1662.